# Stora Rödskäret (vid Bengtskär, Kimitoön)
Stora Rödskäret är en ö i Finland. Den ligger i Norra Östersjön och i kommunen Kimitoön i den ekonomiska regionen  Åboland i landskapet Egentliga Finland, i den sydvästra delen av landet. Ön ligger omkring 79 kilometer söder om Åbo och omkring 140 kilometer väster om Helsingfors.
Öns area är 1,3 hektar och dess största längd är 230 meter i sydväst-nordöstlig riktning. Ön höjer sig omkring 5 meter över havsytan.